# Muntanyes Wrangell

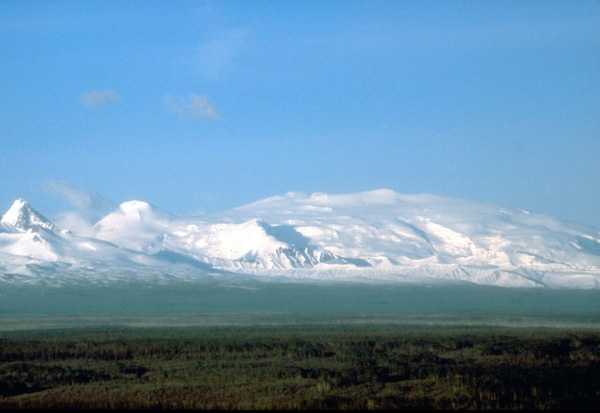
Mont Wrangell vist des del sud-oest el 1987

Les Muntanyes Wrangell (en anglès Wrangell Mountains) és una serralada que es troba a l'est d'Alaska, als Estats Units. Gairebé tota la serralada té un origen volcànic, acollint el segon i tercer volcans més alts dels Estats Units: el Mont Blackburn i el Mont Sanford. La serralada pren el nom del Mont Wrangell, un dels volcans en escut més grans del món i l'únic en actiu en l'actualitat a la serralada. Les muntanyes Wrangell acullen bona part del Camp volcànic Wrangell, el qual s'estén a les veïnes Muntanyes de Sant Elias i al Territori del Yukon, al Canadà.
Les Muntanyes Wrangell es troben al nord-oest de les Muntanyes de Sant Elies i el nord-est de les muntanyes Chugach, que s'estenen al llarg de la costa del Golf d'Alaska. Aquestes serralades provoquen un efecte combinat a la zona, en bloquejar l'aire humit i més temperat procedent de l'oceà Pacífic a la línia costanera, mentre que al nord de les muntanyes s'acumula l'aire fred procedent del nord, fent que aquestes siguin unes de les zones més fredes d'Amèrica del Nord durant l'hivern.
Bona part de la serralada forma part del Parc Nacional Wrangell-St. Elias.

## Cimps principals
Els principals cims de les muntanyes Wrangell són:
- Mont Blackburn. 4.996 m, i Cim Est 4.964 m
- Mont Sanford. 4,949 m i Cim Sud 4.162 m
- Mont Wrangell. 4.317 m i Cim Oest 4.271 m
- Atna Peaks. 4.225 m
- Regal Mountain. 4.220 m
- Mont Jarvis. 4.091 m i Cim Nord 3.970 m
- Parka Peak. 4.048 m
- Mont Zanetti. 3.965 m
- Mont Drum. 3.661 m

## El nom
Les muntanyes Wrangell, i per extensió el Mont Wrangell deuen el seu nom a l'almirall Ferdinand von Wrangel, president de la Companyia Russo-Americana i explorador rus de l'Àrtida.